# Paraxylotoles setipennis
Paraxylotoles setipennis är en skalbaggsart som beskrevs av Stefan von Breuning 1973. Paraxylotoles setipennis ingår i släktet Paraxylotoles och familjen långhorningar. Inga underarter finns listade i Catalogue of Life.